# Лясоцин (Келецький повіт)
Лясоцин (пол. Lasocin) — село в Польщі, у гміні Лопушно Келецького повіту Свентокшиського воєводства.
Населення — 276 осіб (2011).
У 1975-1998 роках село належало до Келецького воєводства.

## Демографія
Демографічна структура на день 31 березня 2011 року:
|          | Загалом | Допрацездатний вік | Працездатний вік | Постпрацездатний вік |
| -------- | ------- | ------------------ | ---------------- | -------------------- |
| Чоловіки | 141     | 30                 | 97               | 14                   |
| Жінки    | 135     | 24                 | 69               | 42                   |
| Разом    | 276     | 54                 | 166              | 56                   |